# Phosphene Dream
Phosphene Dream è il terzo album in studio del gruppo rock statunitense The Black Angels, pubblicato nel 2010.

## Tracce
1. Bad Vibrations – 4:27
2. Haunting at 1300 McKinley – 2:23
3. Yellow Elevator #2 – 4:56
4. Sunday Afternoon – 2:43
5. River of Blood – 3:58
6. Entrance Song – 3:38
7. Phosphene Dream – 3:41
8. True Believers – 4:33
9. Telephone – 1:59
10. The Sniper – 3:53